# Garry Parker
Garry Parker (født 9. september 1965 i Oxford, England) er en tidligere engelsk fodboldspiller, der spillede som midtbanespiller. Han var på klubplan tilknyttet Luton, Hull, Nottingham Forest, Aston Villa og Leicester. 
Parker vandt tre gange gennem karrieren Liga Cuppen. To gange, i 1989 og 1990 med Nottingham Forest og én gang, i 1997, med Leicester City. 
Parker var i 2001 i en kort periode fungerende manager i sin klub, Leicester.

## Titler
Football League Cup
- 1989 og 1990 med Nottingham Forest
- 1997 med Leicester